# Juan Manuel de la Torre
Juan Manuel de la Torre fue un político peruano. 
En los años 1870 fue Alcalde del Cusco. Fue elegido diputado suplente por la provincia de Anta en 1895, luego de la Guerra civil de 1894 durante los gobiernos de Manuel Candamo, Nicolás de Piérola y Eduardo López de Romaña en el inicio de la República Aristocrática. En 1907 fue nuevamente elegido como diputado, esta vez por la provincia del Cusco, durante los gobiernos de José Pardo y Barreda y el primero gobierno de Augusto B. Leguía. Durante el Oncenio de Leguía, fue elegido senador por el departamento del Cusco entre 1924 hasta 1930, cuando finaliza el oncenio.
En 1907, Juan Manuel de la Torre, siendo diputado por la provincia del Cusco, se batió en duelo en la pampa del Medio Mundo, a las afueras de Lima con Manuel Teófilo Luna Llamas, senador por el departamento del Cusco. Ello debido a incidentes ocurridos en las elecciones en la provincia de Calca. El duelo se realizó con pistolas y con dos disparos simultáneos, el primero a 25 pasos y el segundo a 20 pasos. El duelo se realizó a las 10:30 a. m. del 25 de agosto de 1907 y, en el segundo disparo, De la Torre fue herido en el talón derecho.
Entre 1924 y 1925, durante el Oncenio de Leguía, De la Torre ocupó el Ministerio de Guerra del Perú.